# Fleur des champs
Fleur des champs est un tableau peint par Louis Janmot en 1845 et conservé au musée des Beaux-Arts de Lyon.

## Historique
Louis Janmot réalise l'œuvre qu'il intitule Fleur des champs en 1845 à Lyon. Le tableau est exposé au Salon de 1845 à Paris, au palais Saint-Pierre à Lyon par la société des amis des arts en 1846-1847, à l'exposition universelle de 1855 à Paris et au cercle catholique du Luxembourg à Paris en 1876. La ville de Lyon acquiert le tableau pour son musée des Beaux-Arts lors de la vente publique des collections du peintre Paul Borel en avril 1893. Un dessin préparatoire est conservé dans la collection Pierre Loison à Paris et une esquisse sur toile dans la collection Garbit à Lyon. Le tableau fait l'objet d'une restauration en 1974. Présente dans les collections permanentes du musée lyonnais, Fleur des champs est également présentée dans la section « La fleur. Du motif au tableau » de l'exposition Le Temps de la peinture. Lyon 1800-1914 en 2007 dont il fait l'affiche et la couverture du catalogue.

## Description
« Cette simple figure, sérieuse et mélancolique, et dont le dessin fin et la couleur un peu crue rappellent les anciens maîtres allemands, ce gracieux Albert Dürer [...] Outre que le modèle est très beau et très bien choisi, et très bien ajusté, il y a dans la couleur même et l'alliance de ces tons verts, roses et rouges, un peu douloureux à l'œil, une certaine mysticité qui s'accorde avec le reste. Il y a harmonie naturelle entre cette couleur et ce dessin. »

— Charles Baudelaire, Écrits sur l'art
Le tableau est signé et daté « L. JANMOT LYON 1845 » en bas à gauche. Il représente, sur fond de paysage, une figure de jeune fille entourée de fleurs. Réalisé à la peinture à l'huile sur un panneau de bois, il mesure 102,7 cm de haut sur 83,1 cm de large. Il est présenté dans un large cadre en bois doré.
La jeune fille est assise au centre de la composition. Elle est représentée le buste orienté vers la droite, le visage de face légèrement penché et le regard tourné vers la gauche et le bas. Elle porte un ample vêtement rose et soyeux à l'encolure ronde brodée de vert, l'emmanchure droite retenue à l'épaule laissant apparaître des manches vertes serrées jusqu'au-dessus du poignet, semblable à une tunique de la Renaissance italienne. Une pièce de tissu rouge au revers festonné est posée sur ses genoux auxquels s'arrête la composition. Son doux visage aux traits lisses, à la carnation claire, aux joues légèrement rosées, à la bouche pulpeuse et aux yeux sombres, est encadré par une lourde chevelure noire posée en bandeaux lâches retenus en arrière. Une couronne finement composée de quelques liserons d'un blanc rosé vient éclairer la masse de ses cheveux. Son air est songeur, un peu grave. Sa posture est souple, les épaules légèrement tombantes. Sa main droite reposant gracieusement sur le tissu retient plus qu'elle ne tient quelques fleurs fraîchement cueillies : renoncules, marguerites, bleuets. Sa main gauche tient, un peu éloigné de ses genoux, un bouquet de pavots rouges, en écho à la couleur du tissu, composé verticalement à la droite du tableau. Comme en prolongement, un églantier, dont les fleurs pâles sont une transition entre le rose du vêtement et le blanc des liserons dans la chevelure, vient terminer la composition sur la droite du cadre. Tout autour de la jeune fille poussent de hautes herbes parmi lesquelles on reconnaît marguerites et bleuets. Des papillons aux ailes jaunes ou bleues viennent voleter et se poser sur les fleurs. En arrière-plan la large plaine du Bugey ouvre le paysage jusqu'aux collines et aux premières montagnes légèrement ennuagées sur la droite du tableau. Sur la gauche les nuages se teintent de rose à l'approche des collines et d'une fin de journée ensoleillée. Au-dessus le ciel est encore bleu, d'un bleu plutôt pâle. L'ensemble de la composition baigne dans une douce lumière pastel dans laquelle s'incruste nettement le buste de la jeune fille aux couleurs plus franches mais à l'air mélancolique.

Dans la série d'articles sur les artistes lyonnais qu'il publie en 1907 dans la Gazette des beaux-arts, le critique d'art Alphonse Germain rattache du bout de la plume la Fleur des champs de Janmot à l'école lyonnaise de peinture : 

« Son tableau [...] peut à la rigueur passer pour lyonnais, à cause de sa contexture concise, sévère, que Berjon eut sans doute approuvée, de l'équilibre de ses plans, de la sagesse et de l'onction de ses modelés. »

— Alphonse Germain, Les Artistes lyonnais.

## Janmot, les fleurs et la religion
Louis Janmot est un peintre religieux (Le Poème de l'âme). Il sacrifie ici à la tradition lyonnaise de la composition florale en peinture sans renoncer au symbolisme chrétien qui le caractérise. Contrairement aux artistes de son temps, il ne cherche pas à magnifier les fleurs créées par l'homme, les fleurs savamment cultivées. Il met au contraire l'accent sur la fraîcheur des fleurs naturelles, sur la simple beauté de la création divine, sur le caractère sacré de la « fleur des champs » du Cantique des Cantiques ou de la rose mystique par la représentation de l'églantier. Il rappelle dans le même temps, cultivées ou naturelles, le caractère éphémère des fleurs comme de toute création et invite à la réflexion sur le passage du temps illustré par les versets 15 et 16 du psaume 103 : « L’homme ! ses jours sont comme l’herbe, il fleurit comme la fleur des champs. Lorsqu’un vent passe sur elle, elle n’est plus, et le lieu qu’elle occupait ne la reconnaît plus. » Le regard songeur et grave de la jeune fille illustre la prise de conscience de son destin, éphémère comme celui de la fleur des champs, malgré sa beauté simple.

## Flore et faune de la plaine de l'Ain dans le tableau

Dans les bouquets
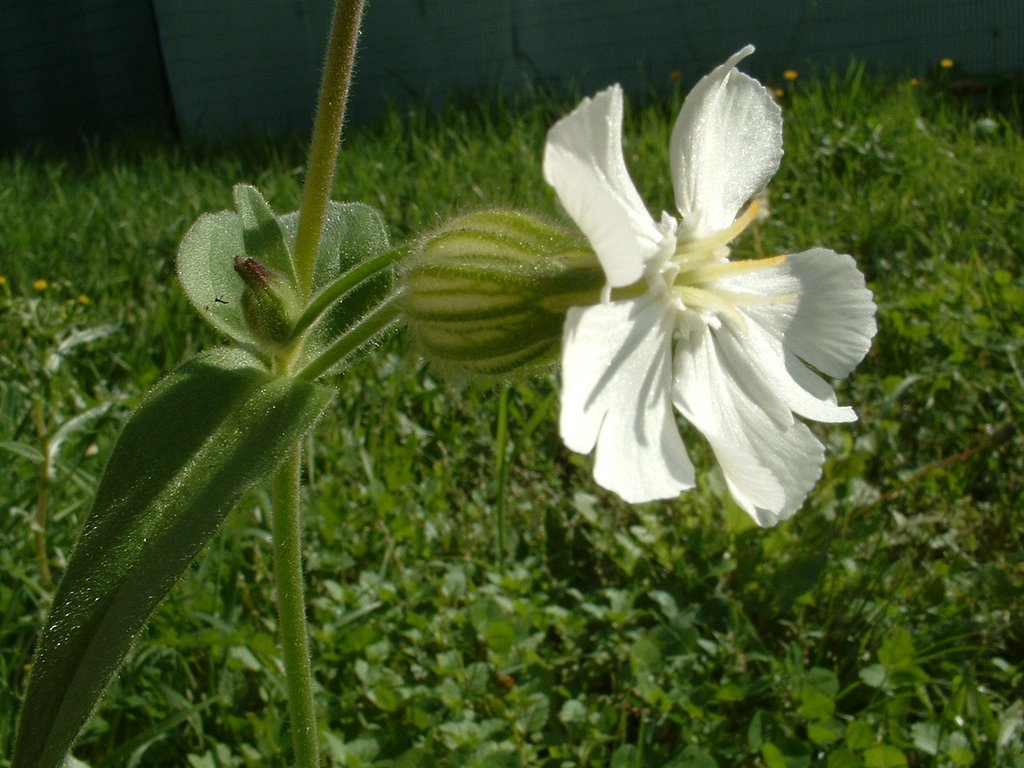
Compagnon blanc
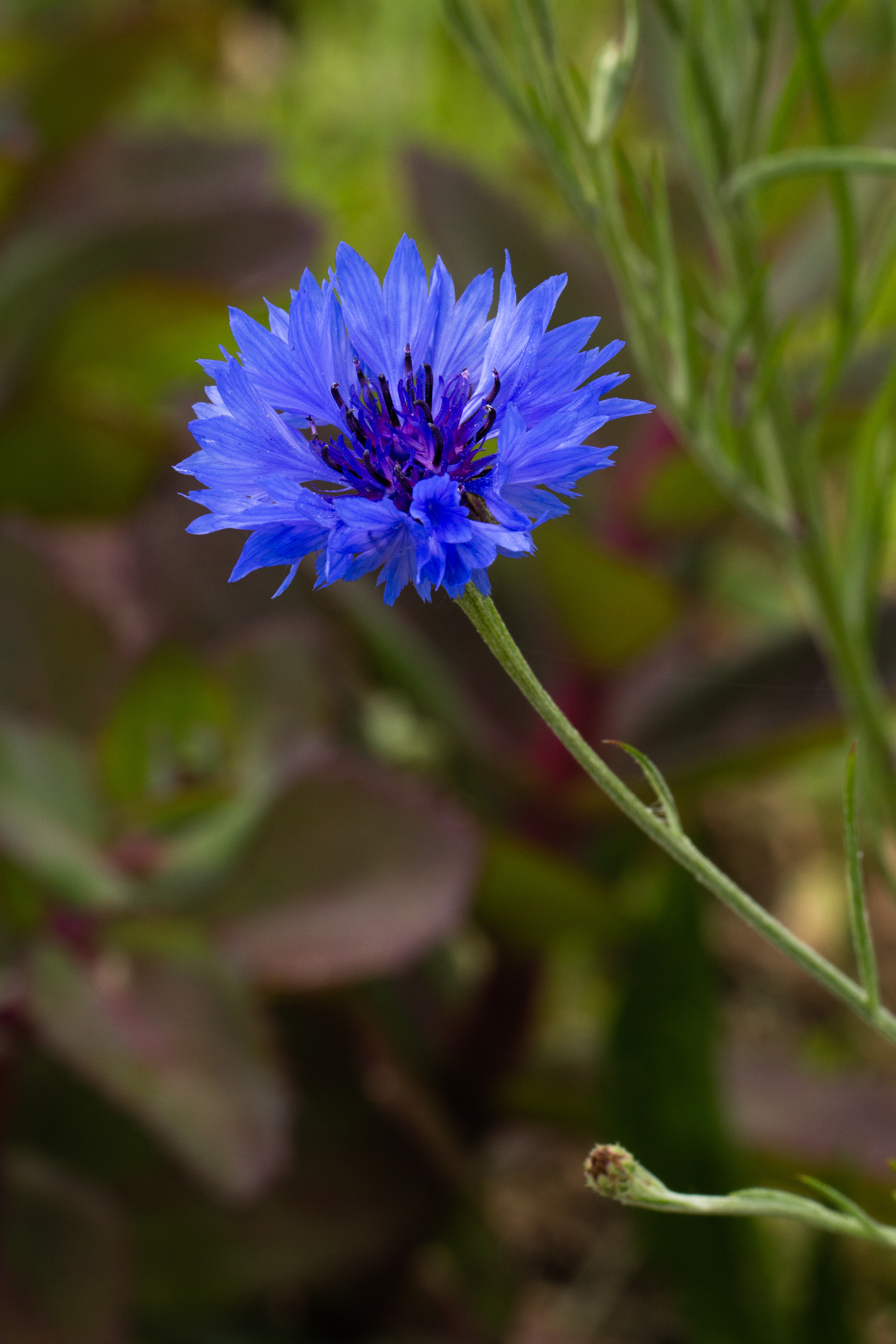
Bleuet
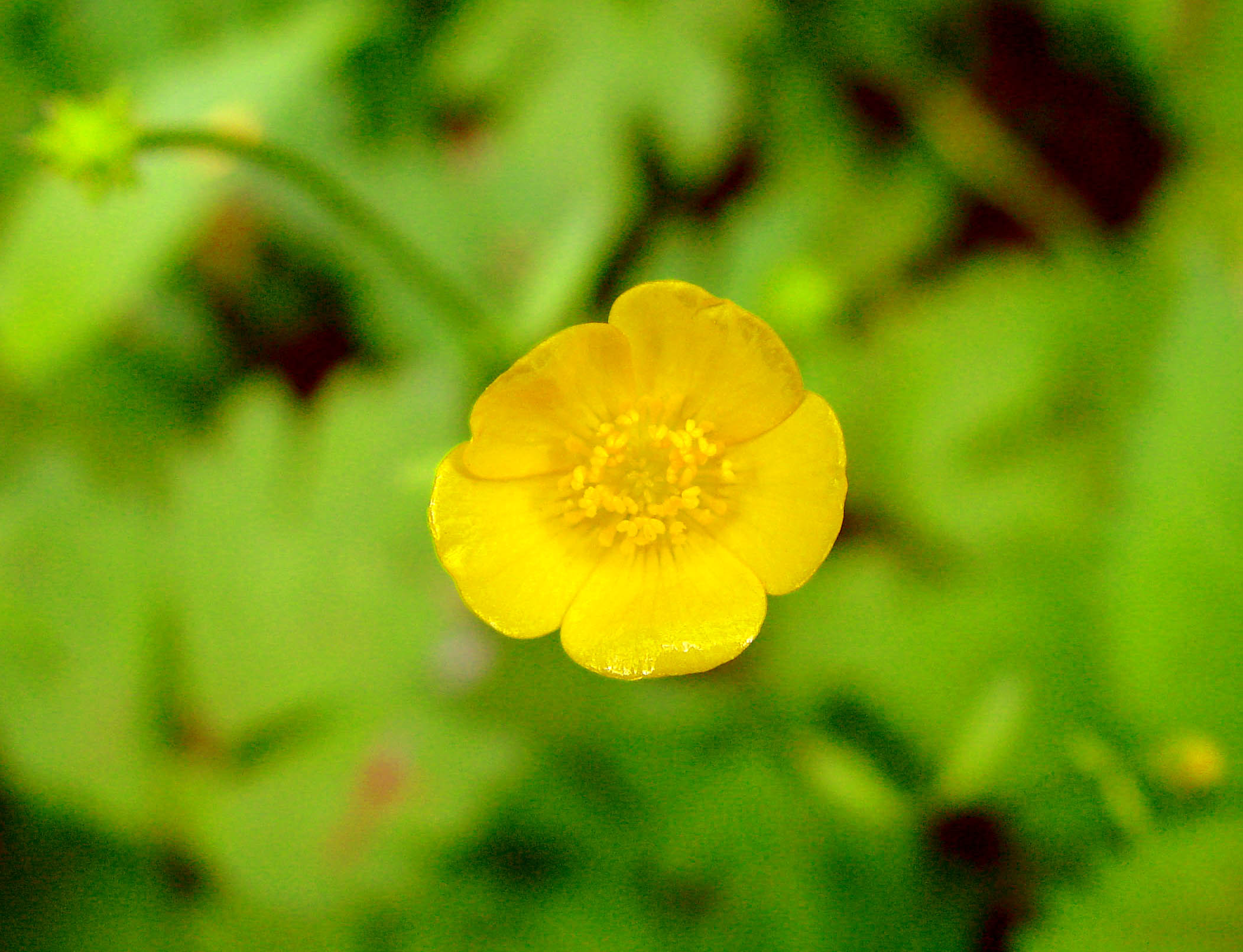
Bouton d'or
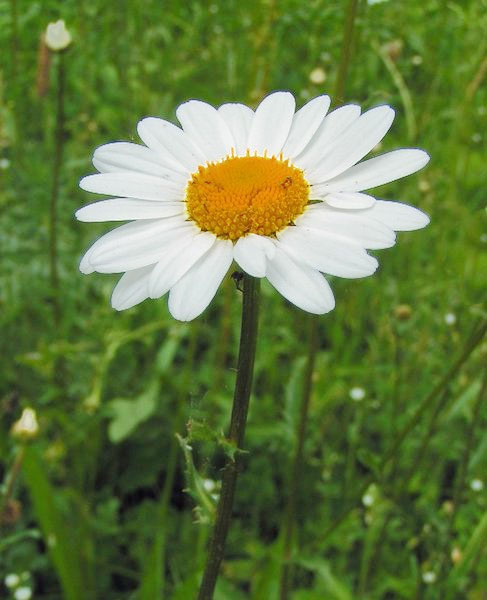
Marguerite commune
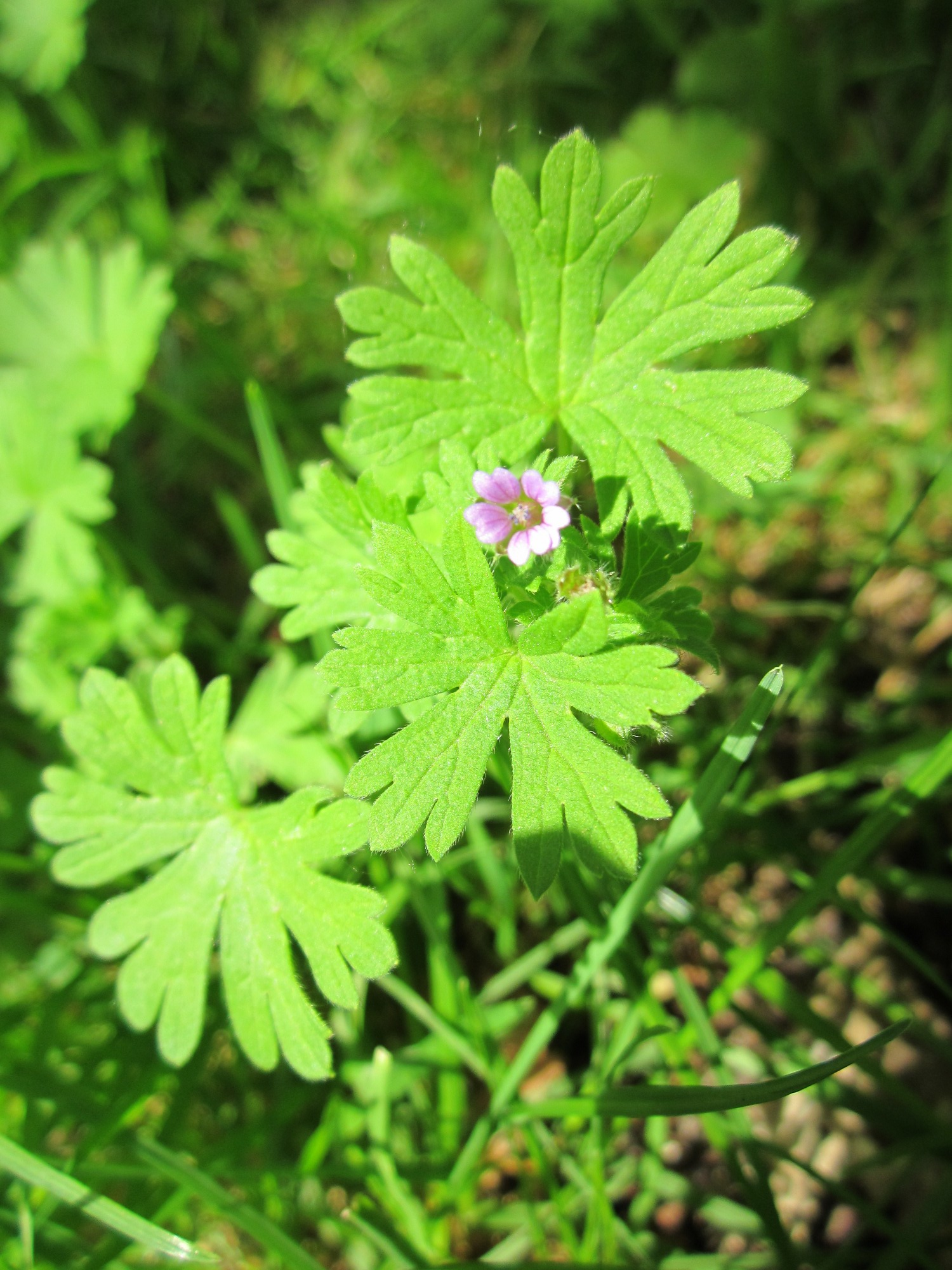
Géranium fluet
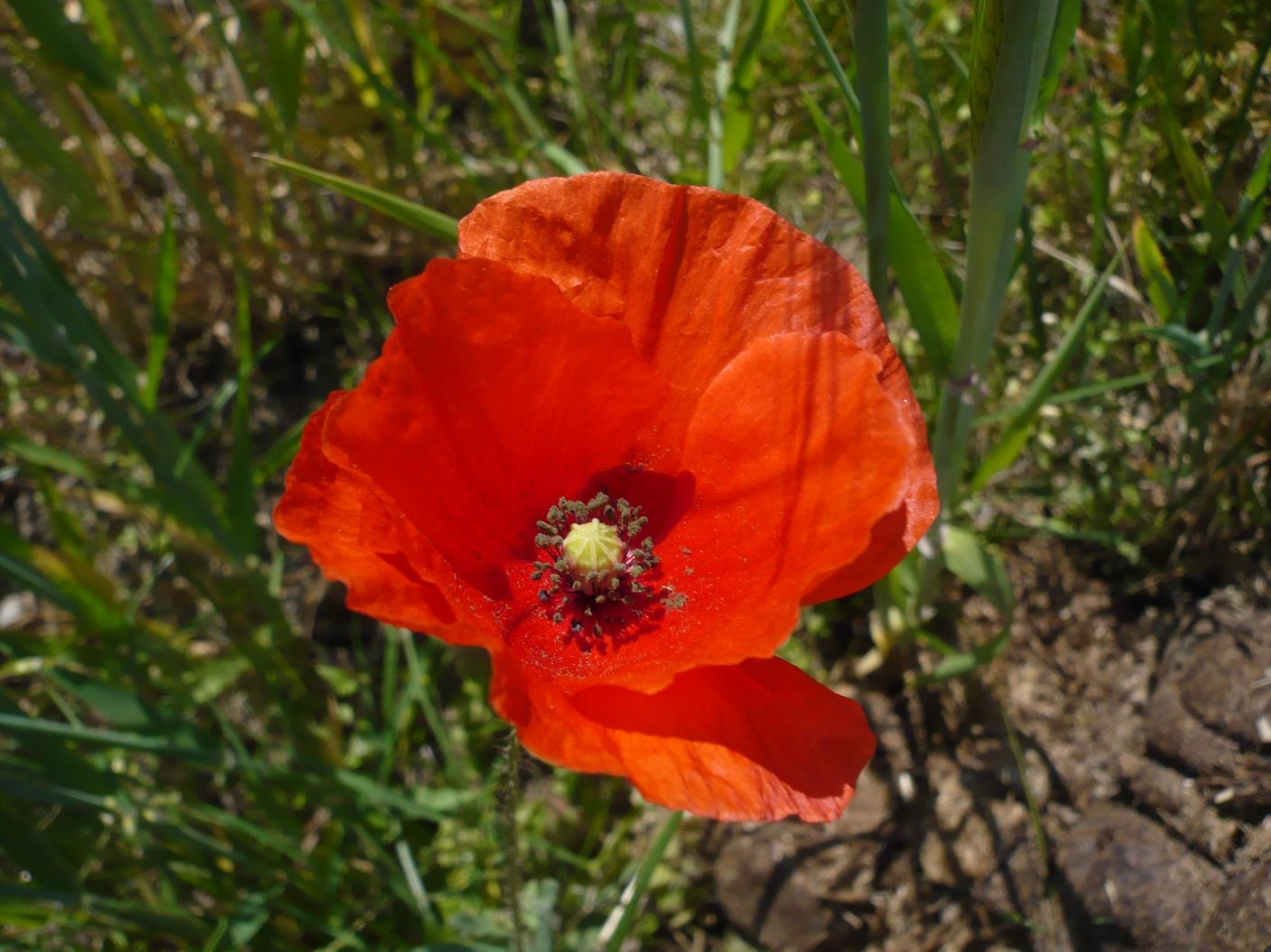
Coquelicot

Dans le décor
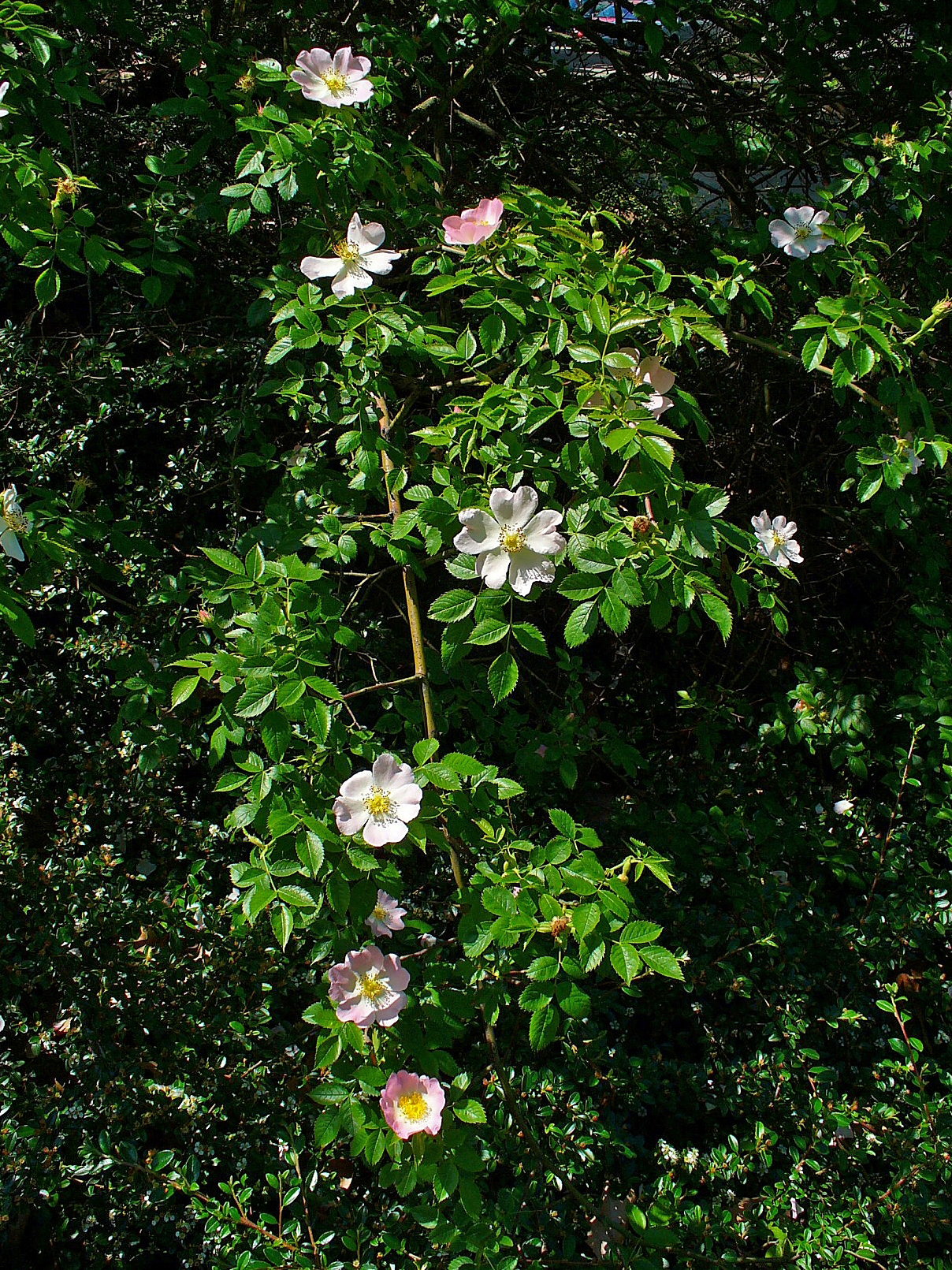
Églantier des chiens
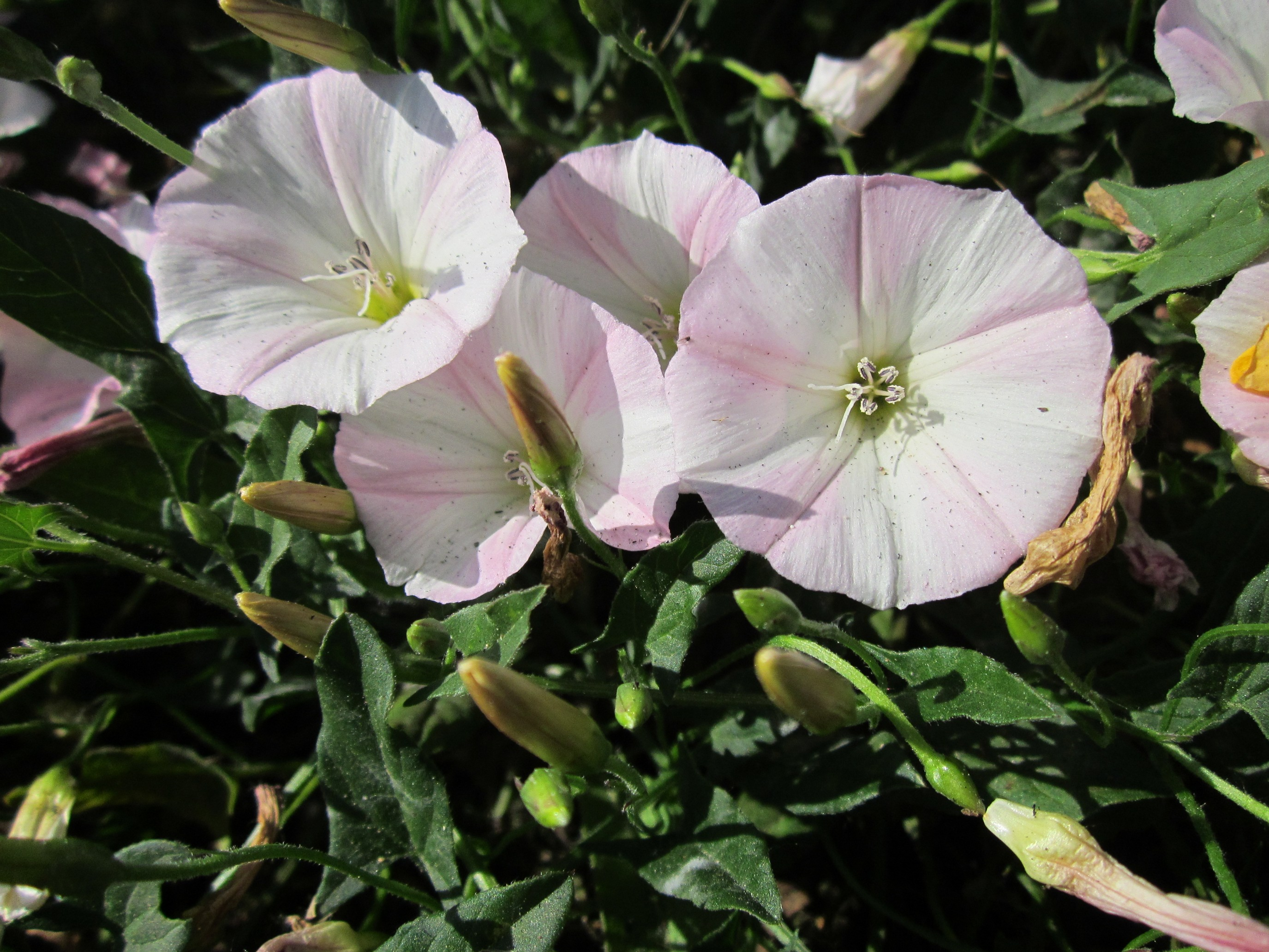
Liseron des champs
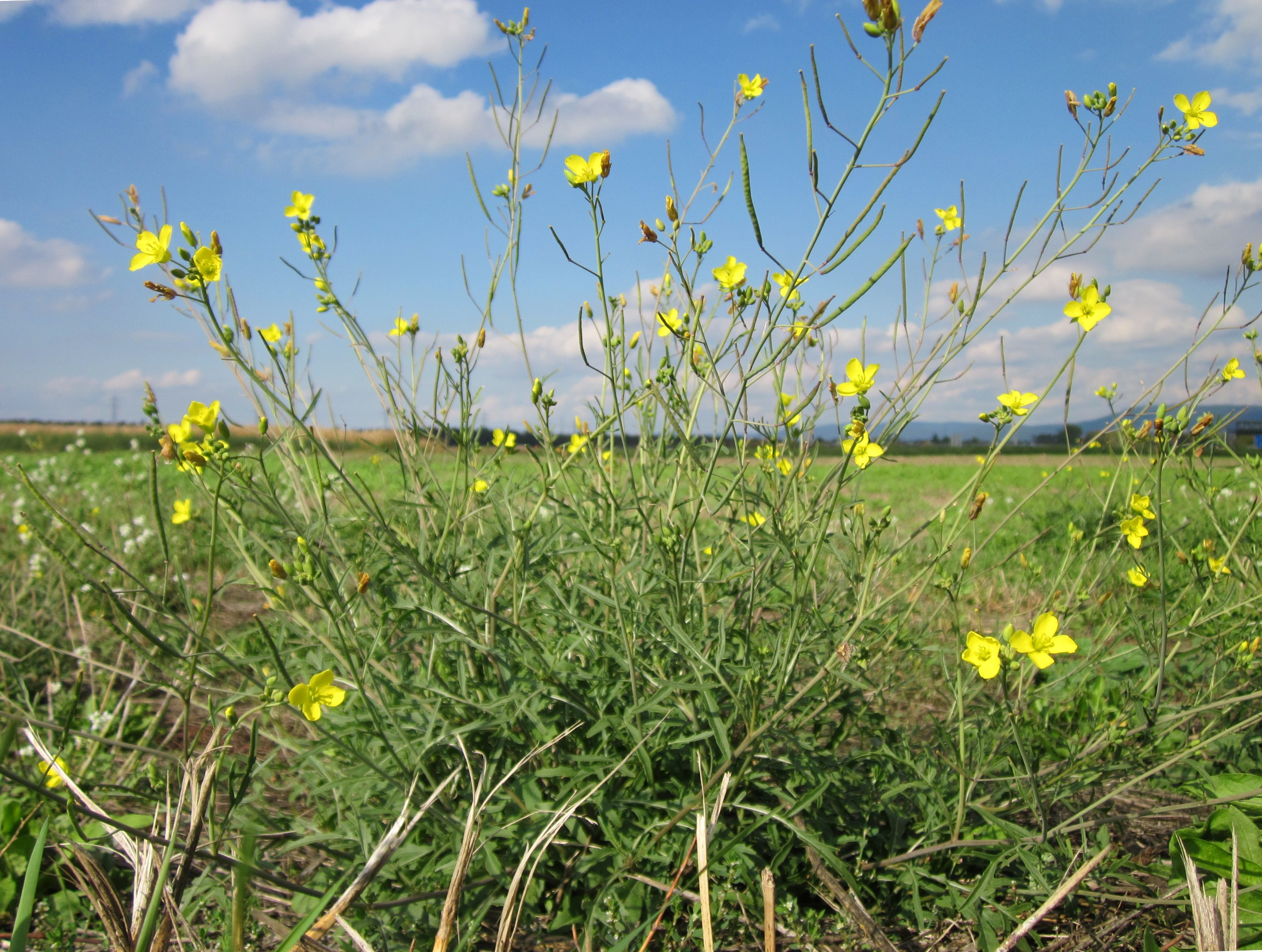
Roquette sauvage
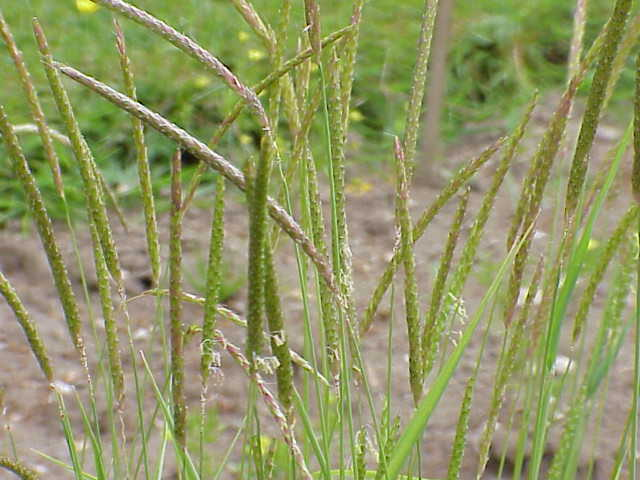
Vulpin des champs
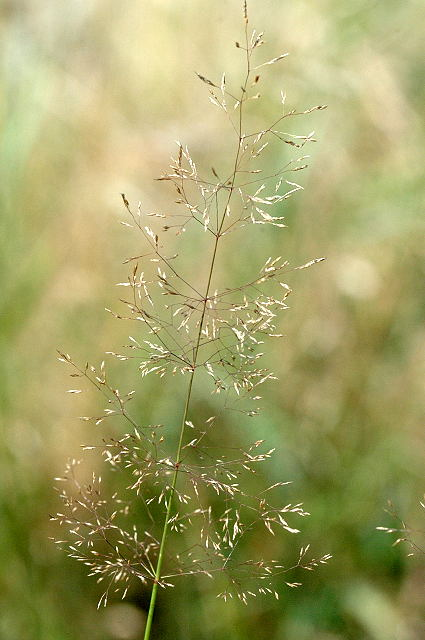
Agrostide commune
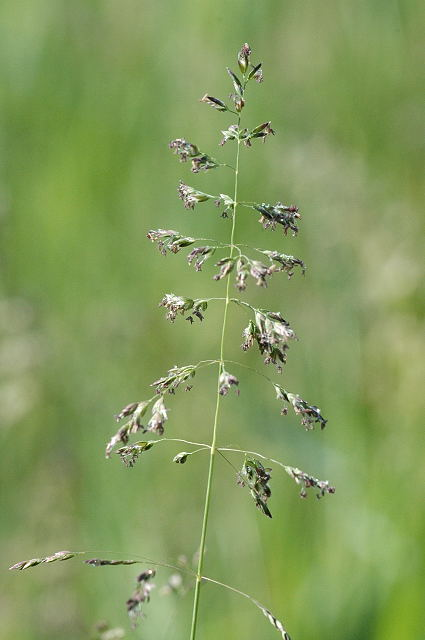
Pâturin commun
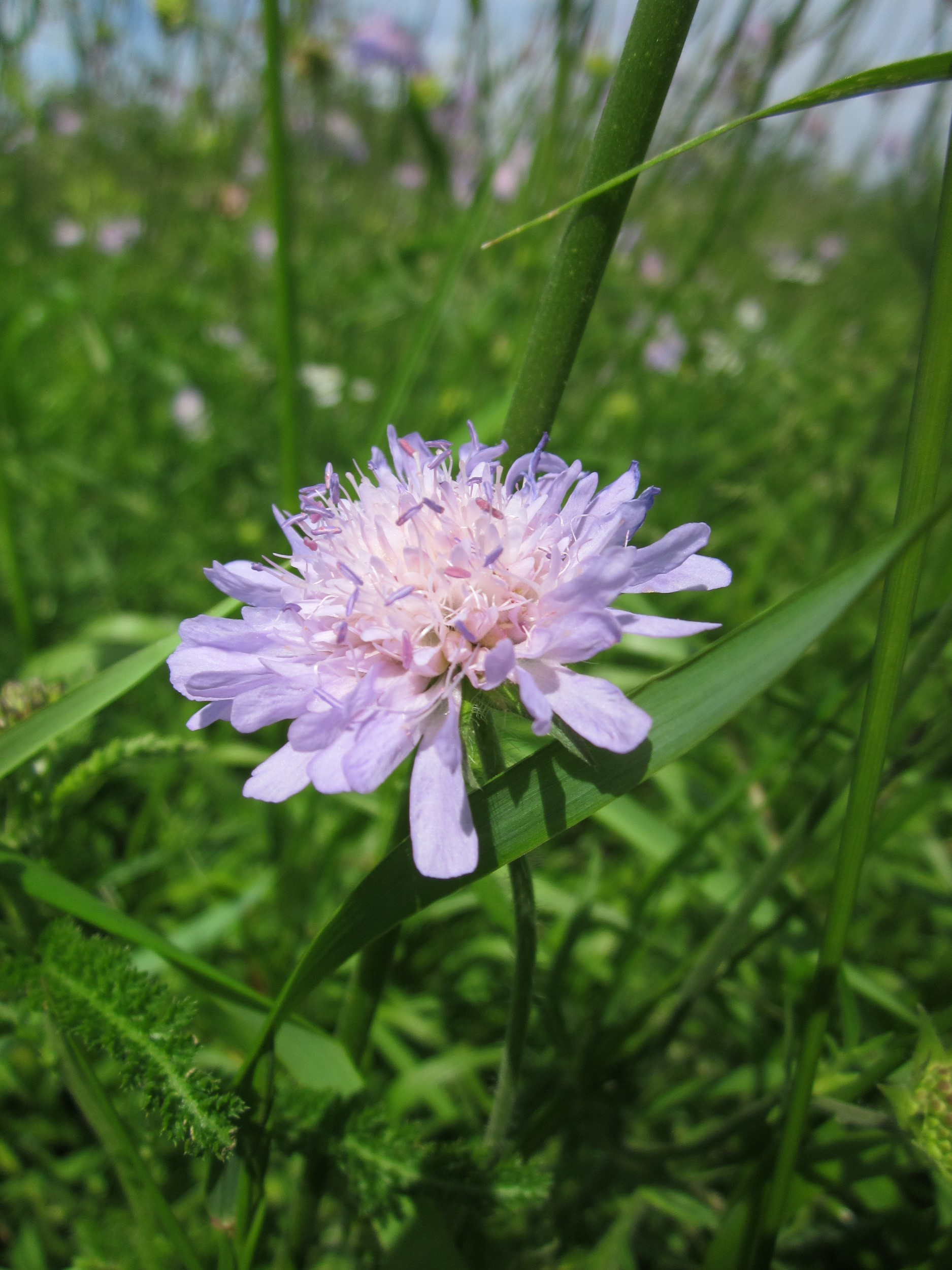
Scabieuse des champs
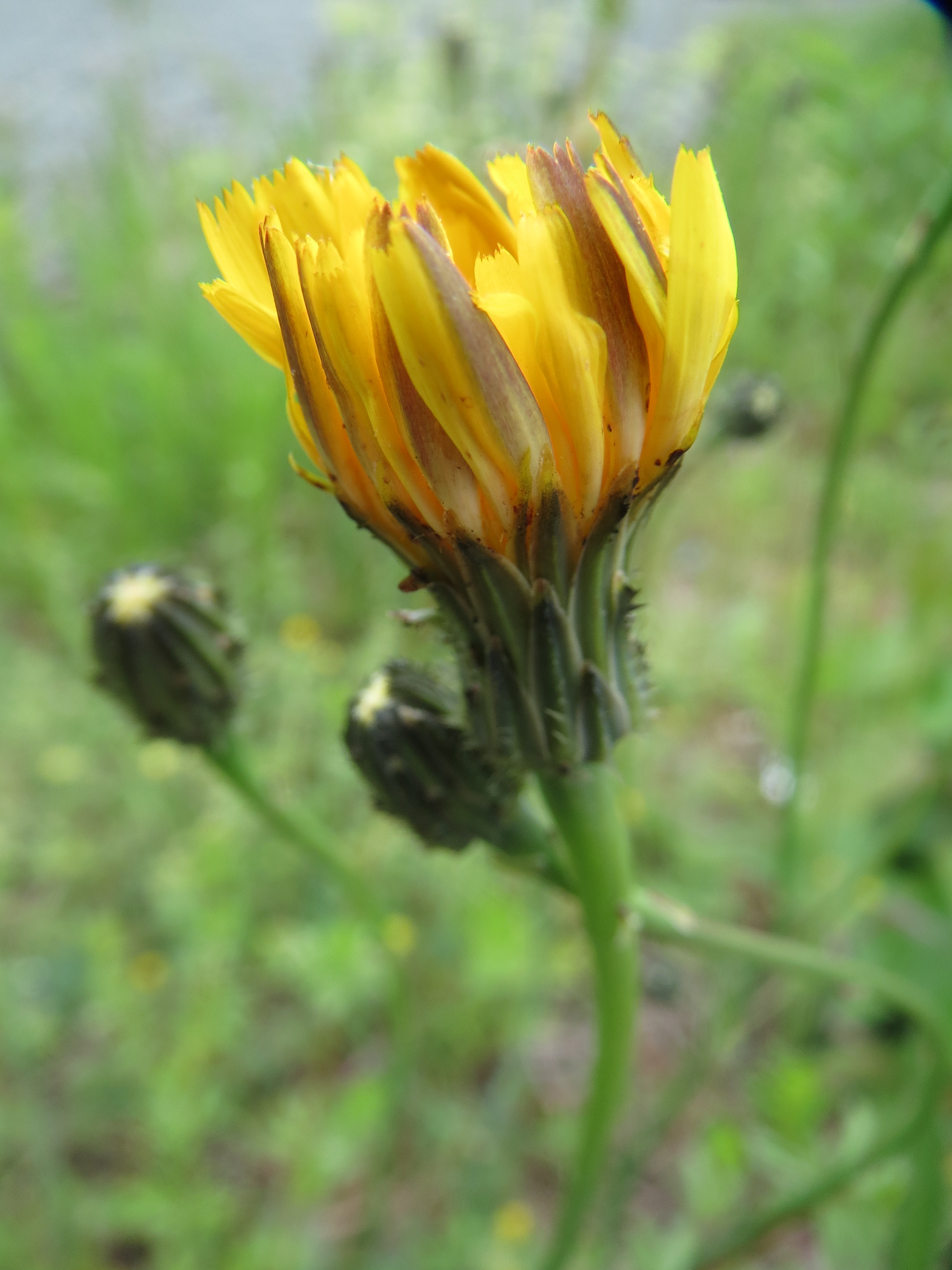
Crépide bisannuelle
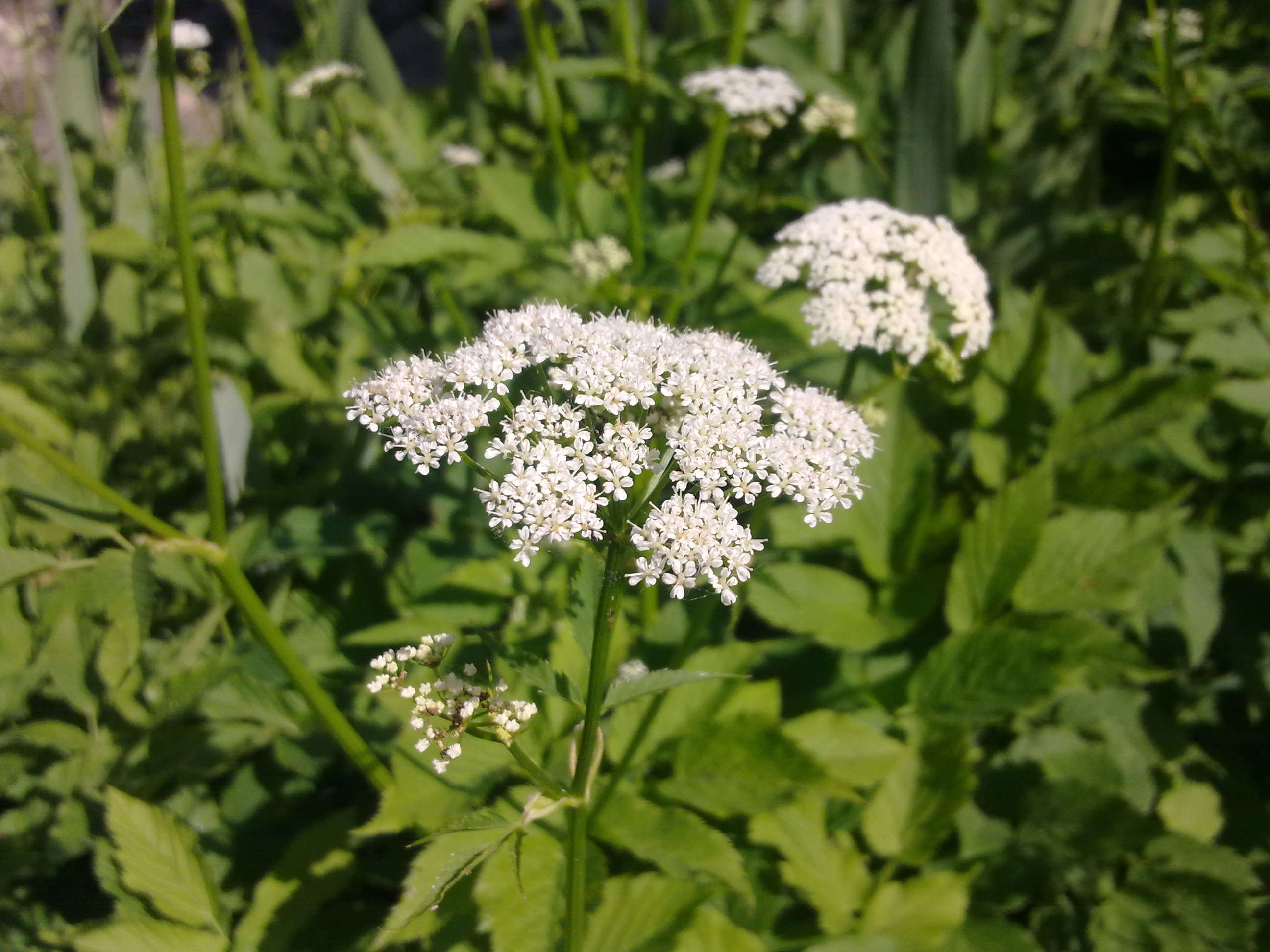
Ombellifère
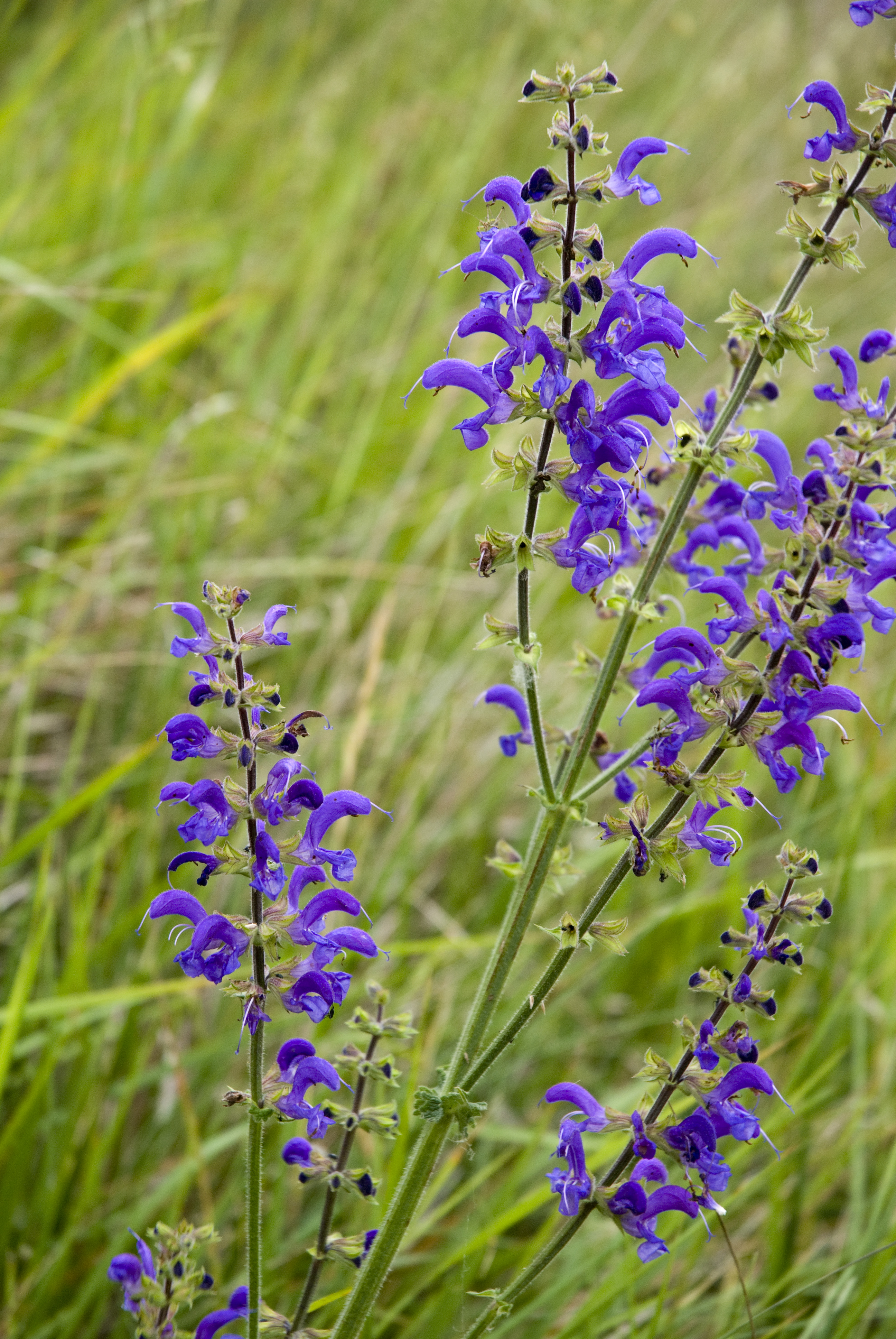
Sauge des prés
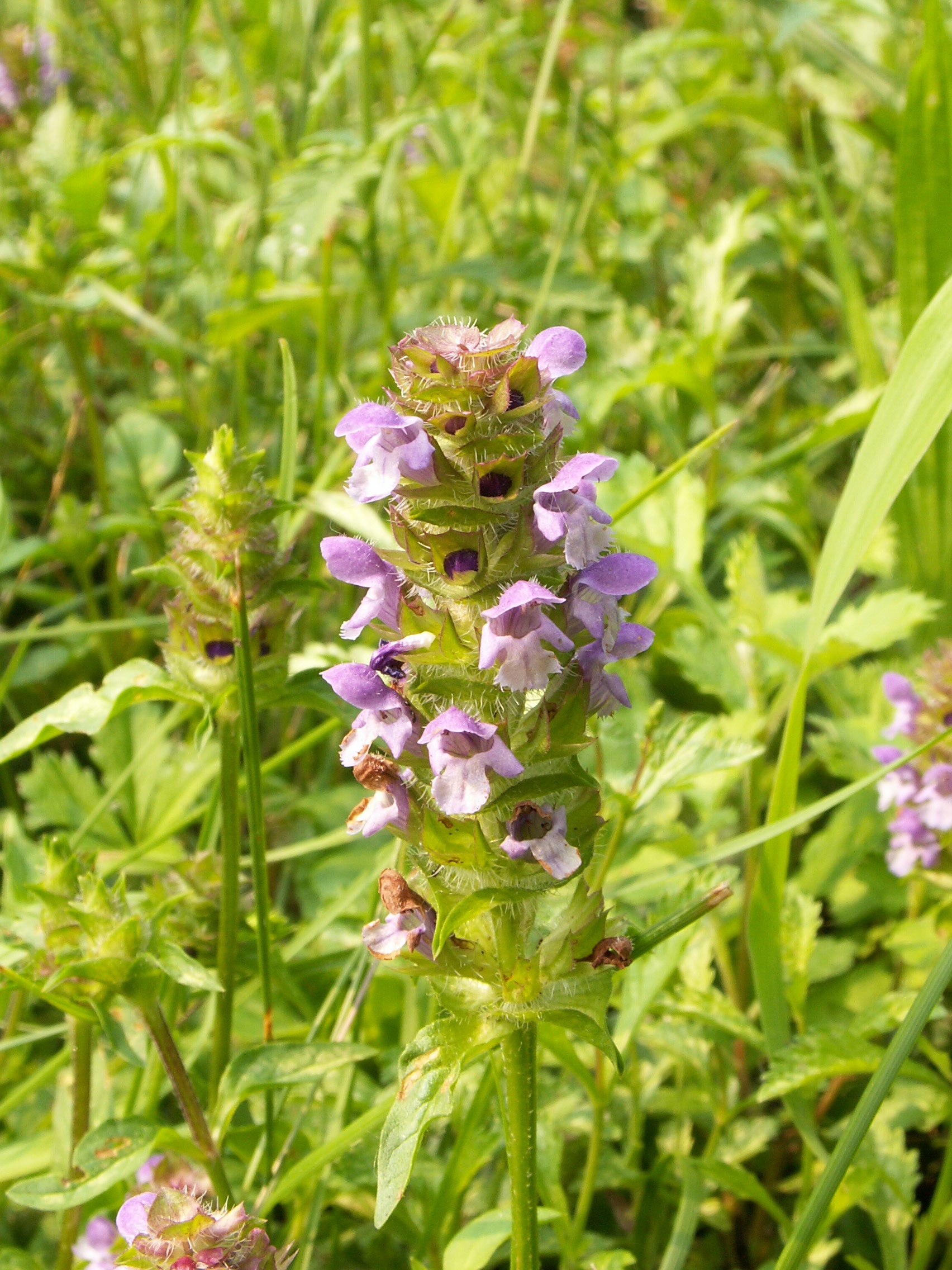
Brunelle commune
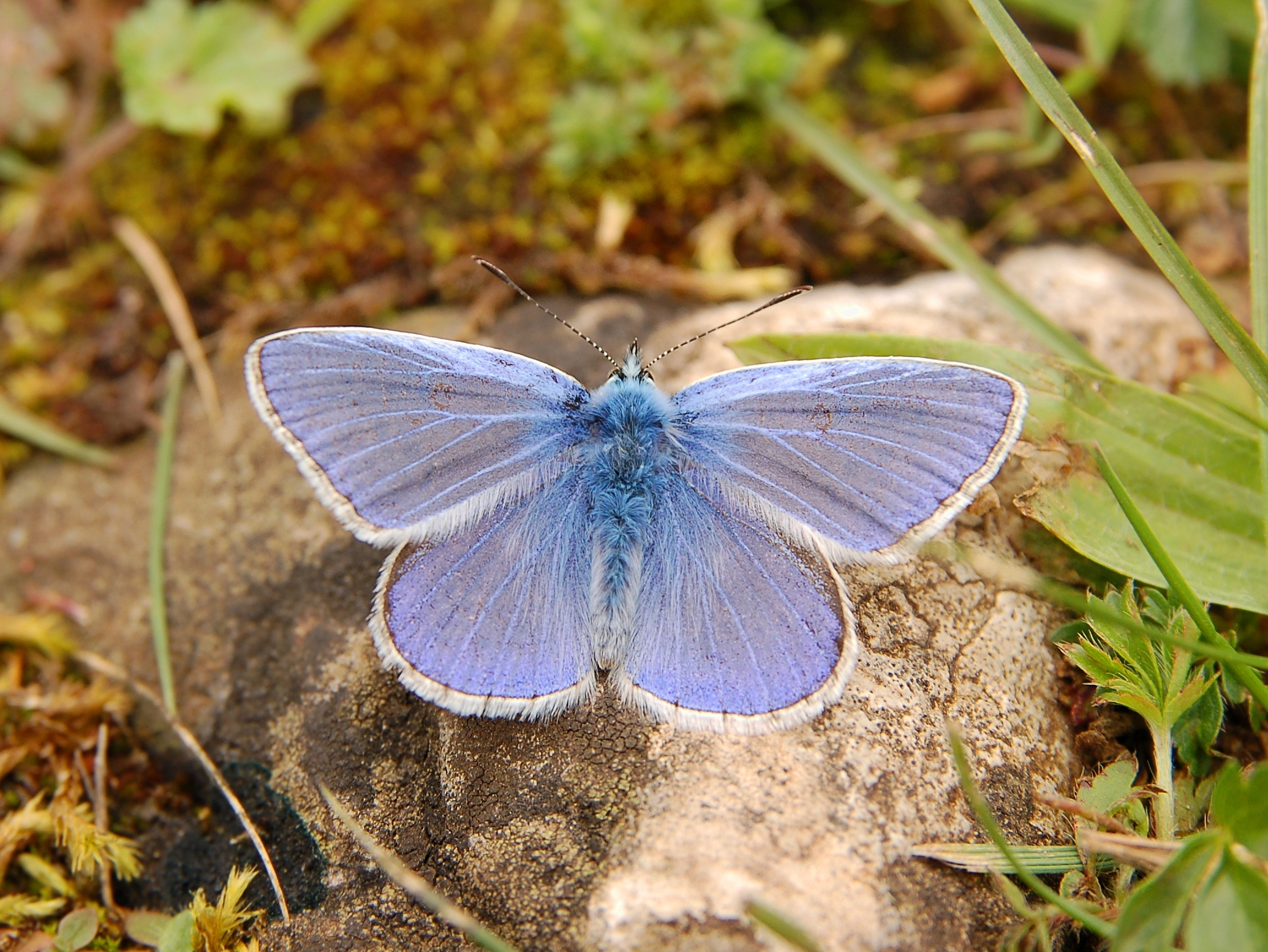
Azuré
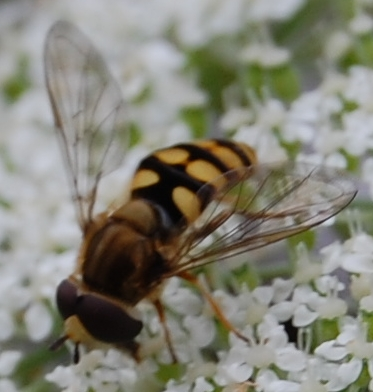
Eupeode